# فاصله سه‌گوش
فاصلهٔ سه گوش فضایی است که در زیربغل (آگزیلا) یافت می‌شود. این فضا نباید با فضای سه‌گوش اشتباه گرفته شود.

## مرزها
- ماهیچه گرد بزرگ[۱] در بالا
- سر دراز ماهیچه سه‌سر بازویی در داخل
- تنهٔ استخوان بازو، در بعضی از منابع از سر کوتاه ماهیچهٔ سه‌سر بازویی هم نام برده‌اند

## محتویات
عصب زند اعلایی از مسیر این فضا خارج شده به کمپارتمان پشتی بازو می‌رود.

## نگارخانه

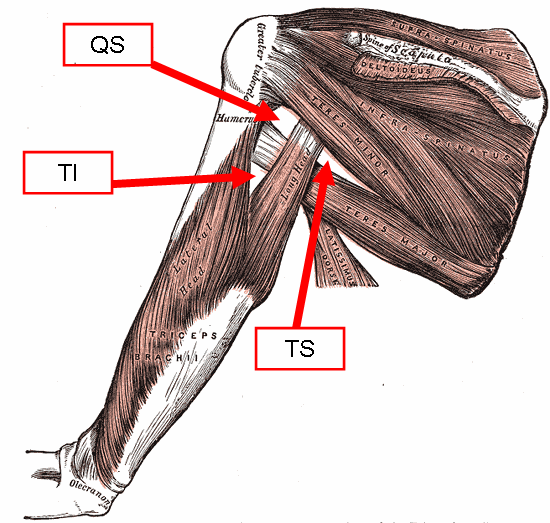